# Universidade do Alabama em Huntsville

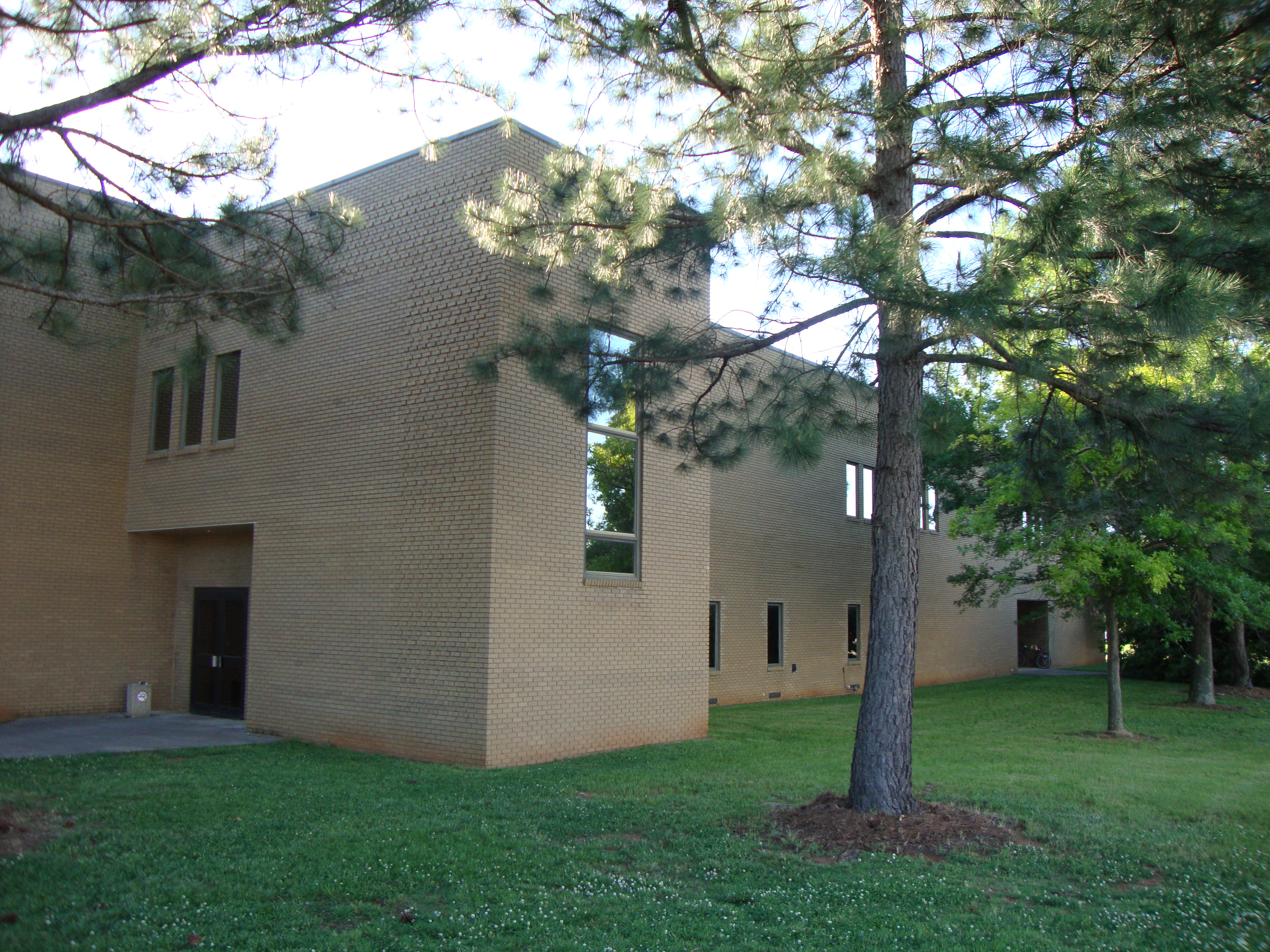
Prédio de engenharia da UAH.

A University of Alabama in Huntsville (UAH) é uma universidade pública de pesquisa em Huntsville, Alabama. A universidade é credenciada pela "Southern Association of Colleges and Schools" e compreende nove faculdades: artes, humanidades e ciências sociais; o negócio; Educação; Engenharia; honras; enfermagem; estudos profissionais e continuados; Ciência; e graduado. O número de matriculados na universidade é de aproximadamente 10.000. Ela faz parte do "University of Alabama System" e é classificada entre as "R1: Doctoral Universities: Very High Research Activity".

## História
A gênese de uma instituição de ensino superior com financiamento público em Huntsville levou anos para ser elaborada. Começando em janeiro de 1950 como uma extensão da University of Alabama e conhecida como University of Alabama Huntsville Center, as aulas foram ministradas pela primeira vez na West Huntsville High School.
No entanto, a direção da universidade mudou em 1961, quando Wernher von Braun, um cientista de foguetes alemão trazido para os Estados Unidos sob a Operação Paperclip depois de trabalhar para o regime nazista, ajudou a criar um instituto de pesquisa para fornecer currículos avançados de engenharia e ciências para cientistas e engenheiros da NASA. Este instituto foi construído na US 72, que foi renomeado para University Drive logo depois. Ao longo dos anos, o campus se expandiu para o sul ao longo da Sparkman Drive para chegar à Interestadual 565.
Os primeiros diplomas de graduação da UAH foram concedidos em maio de 1968 como parte da cerimônia de formatura da primavera na Universidade do Alabama, Tuscaloosa, (embora uma cerimônia de "capa e beca" tenha sido realizada em Huntsville). Um ano depois, o Conselho de Curadores do Sistema da Universidade do Alabama votou para tornar a UAH um campus independente e autônomo. Benjamin Graves, graduado em 1942 pela University of Mississippi e presidente do Millsaps College em Jackson, Mississippi, foi escolhido como o primeiro presidente da UAH em 1970. Ele voltou ao status de professor em 1979 e se aposentou em 1989. no campus UAH foi concedido a Julian Palmore em 1964. O Sr. Palmore era na época um alferes da Marinha dos Estados Unidos designado para a Divisão de Projetos de Pesquisa da NASA. A primeira cerimônia oficial de formatura no campus da UAH foi em junho de 1970. A primeira mulher a obter um Ph.D. da UAH foi Virginia Kobler em 1979, em Engenharia Industrial.
O segundo presidente da UAH, John Wright, ex-vice-chanceler da West Virginia University, serviu de 1979 a 1988. O terceiro presidente da UAH foi Louis Padulo, ex-professor de Stanford e reitor de engenharia da Universidade de Boston. O líder de Huntsville, Joseph Moquin, assumiu a presidência da UAH interinamente em 1990. Frank Franz, que era então reitor da West Virginia University, foi escolhido como o quarto presidente da UAH. Sua esposa, Judy Franz, o acompanhou e recebeu o cargo de professor titular na faculdade de física. Seu renome na comunidade científica foi reafirmado quando ela foi nomeada diretora executiva da American Physical Society em 1994. No início do ano acadêmico de 2006-2007, Franz anunciou seu plano de deixar o cargo de presidente após aquele ano. Em 1º de julho de 2007, David B. Williams, ex-professor de ciência e engenharia de materiais e vice-reitor de pesquisa da Lehigh University, começou a atuar como quinto presidente da UAH. Ele saiu em 2011 para ingressar na Ohio State University como reitor de engenharia.
A universidade ganhou brevemente atenção nacional em fevereiro de 2010, quando um professor matou três pessoas e feriu outras três durante uma reunião do corpo docente.
Robert Altenkirch foi contratado como o sexto presidente da universidade em setembro de 2011. Altenkirch atuou como presidente do Instituto de Tecnologia de Nova Jersey por nove anos antes de ingressar na UAH. Em 2019, Darren Dawson, ex-reitor da Faculdade de Engenharia da Kansas State University, tornou-se o sétimo presidente da UAH. Dawson anunciou sua aposentadoria em novembro de 2021, e Charles L. Karr, ex-reitor da Faculdade de Engenharia da Universidade do Alabama, foi nomeado presidente interino. Em setembro de 2022, Karr foi nomeado presidente.